# Flavigny-le-Grand-et-Beaurain
 Flavigny-le-Grand-et-Beaurain  là một xã ở tỉnh Aisne, vùng Hauts-de-France thuộc miền bắc nước Pháp.